# Agrilus rockefelleri
Agrilus rockefelleri é uma espécie de inseto do género Agrilus, família Buprestidae, ordem Coleoptera.
Foi descrita cientificamente por Cazier, 1951.